# 双対
双対（そうつい、dual, duality）とは、互いに対になっている2つの対象の間の関係である。2つの対象がある意味で互いに「裏返し」の関係にあるというようなニュアンスがある（双対の双対はある意味で "元に戻る"）。また、2つのものが互いに双対の関係にあることを「双対性がある」などとよぶ。双対は数学や物理学をはじめとする多くの分野に表れる。
なお読みについて、双対を「そうたい」と読む流儀もあり「相対 (relative)」と紛らわしい。並行して相対を「そうつい」と読む流儀もある。一般には「双対」を「そうつい」、「相対」を「そうたい」と呼び分ける場合が多いようである。
双対の具体的な定義は、双対関係の成立している対象の種類によって様々に与えられる。

## 数学における双対概念

### 正多面体の双対
正多面体の双対、あるいは双対関係にある正多面体とは、与えられた正多面体の各面の中心（面心）に頂点を取り、それらを結んで造られる立体（これも正多面体）のこと。双対の双対はもとの正多面体と相似になる。通常の多面体への拡張は、双対多面体を参照
- 正六面体（立方体）と正八面体。
- 正四面体と正四面体自身。
- 正十二面体と正二十面体。

### グラフの双対
与えられた平面グラフに対し、その外面も含む各面に新たな頂点を対応させ、もとのグラフでは隣り合う面に対応する頂点同士を結んで得られるグラフを、与えられたグラフの双対グラフという。 形式的には 平面グラフ G = (V, E, F) （V：頂点集合、E：辺集合、F：面集合）に対して、その双対グラフは G* = (F, E, V) で与えられるグラフである。

### 論理の双対
命題を論理式として表したとき、論理和 ∨ と論理積 ∧ とをすべて入れ替え、全称記号 ∀ と存在記号 ∃ とをすべて入れ替えたものをもとの論理式の双対といい、入れ替えて得られた命題をもとの命題の双対命題と呼ぶ。双対の双対はもとの命題に一致する。
元の論理式が証明可能ならばその双対の否定が証明可能であり、ある論理式の否定が証明可能ならば、その論理式の双対が証明可能になる。

### ベクトル空間の双対
V を体 K 上のベクトル空間とし、V から係数体 K への線形写像（一次形式）の全体の成すベクトル空間を V* と書いて V の双対ベクトル空間または双対空間と呼ぶ。
任意のベクトル空間は、その双対空間の双対空間に自然に (canonical) 埋め込まれる（つまりこの埋め込みは基底のとり方によらない）。特に有限次元のベクトル空間の双対の双対は、もとの空間と自然に同型である。

### アーベル群の双対
アーベル群 G から、0 を除く複素数全体のなす乗法群 C× への準同型（これは（1 次の）指標 (character) と呼ばれる）全体のなす群 G^ を双対群（または 指標群）という。指標の間の演算は、写像の値の複素数としての積によって入れる。
アーベル群 G が有限のときには、双対群はもとの群と同型になり、双対群の双対群 G^^ には元の群との間に自然な同型がある。アーベル群とその指標群との双対性はポントリャーギン双対の一種である。なおポントリャーギン双対は、一般には局所コンパクト位相群で考えられる双対性であり、有限アーベル群は離散位相を入れてコンパクト群（したがって局所コンパクト）である。
さらに、有限アーベル群 G の部分群 H に対し、G^ の部分群 H* を、
{\displaystyle H^{*}:=\{\chi \in {\hat {G}}\mid \chi (h)=1{\mbox{ for all }}h\in H\}}: 全ての H の元を 1 に写す指標全体
で定義し、G^ の部分群 Φ に対して G の部分群 Φ* を
{\displaystyle \Phi ^{*}:=\{g\in G\mid \phi (g)=1{\mbox{ for all }}\phi \in \Phi \}}: Φ の任意の指標によって 1 に移されるような G の元全体
と定義すると、自然な同型
{\displaystyle H^{*}\simeq (G/H)^{\wedge },\quad \Phi ^{*}\simeq ({\hat {G}}/\Phi )^{\wedge }}
が成立する。さらにまた H を H* に対応させるような G の部分群全体から G^ の部分群全体への写像は全単射で、(H*)* = H が成り立つ（Φ* に関しても同様）。
そして有限性や可換性の条件をゆるめると問題は急速に難しくなる。

### 圏の双対
与えられた圏において、圏の対象を共有し射の向きを逆にして得られる新たな圏を、もとの圏の双対圏という。
また、ある圏の対象と射からなる図式で射の向きを逆にしたものをもとの図式の双対であるという。圏では図式を用いて種々の概念や対象を定義することが多いが、そのそうな概念に対し、対応する双対図式で定義される概念をもとの概念の双対概念と呼ぶ。たとえば「直積と直和」や「極限（逆極限）と余極限（直極限）」は互いに双対な概念である。

## 物理学・工学における双対概念

### 理論物理学の双対
- AdS/CFT対応（反ド・ジッター (anti de Sitter)/共形場理論 (conformal field theory) 対応）、マルダセーナ双対性とも呼ばれることもある
- 双対共鳴モデル（英語版）
- エングラート＝グリーンバーガー双対関係（英語版）
- ホログラフィック双対
- クラマース＝ワニエ双対性
- ミラー対称性
- モントネン＝オリーブ双対（英語版）
- ミステリアスな双対性
- 弦双対性（英語版）は対称性のクラスである 
  - S-双対
  - T-双対
  - U-双対（英語版）
- 粒子と波動の双対性
- ホッジ双対

### 電気と磁気の双対
電磁気において、静的な電気と磁気（電場と磁場）には双対性が現れる。すなわち、片方についてのある公式が成り立つとき、他方についても類似した公式が成り立つ。電磁気の双対性の起源をたどると、最終的には特殊相対性理論にゆきつく。即ち、電場と磁場はローレンツ変換によって密接に結びついている。
- 電場 — 磁場
- 電束密度 — 磁束密度
- ファラデーの法則 — アンペールの法則
- 電荷のガウスの法則 — 磁気単極子のガウスの法則
- 電位 — 磁位
- 誘電率 — 透磁率
- 圧電効果 — 磁歪
- 強誘電体 — 強磁性体
- 静電モーター — 磁気モーター
- エレクトレット — 永久磁石
- ファラデー効果 — カー効果

### 電気工学の双対
電気工学においても、数々の双対性が成り立っている。双対関係は数式中の電圧と電流を入れ替えることによって得ることができる。また、双対性が成り立つ理由の一部は電気と磁気の双対性に遡ることができる。
以下は電気工学における主な双対の例である。
- 電圧 — 電流
- 並列 — 直列（回路）
- 電気抵抗（レジスタンス） — コンダクタンス
- インピーダンス — アドミタンス
- 静電容量（キャパシタンス） — インダクタンス
- リアクタンス — サセプタンス
- 短絡 — 開放
- 短絡電流 — 開放電圧
- 直列の抵抗 — 並列のコンダクタンス
- キルヒホッフの電流則 — キルヒホッフの電圧則
- テブナンの定理 — ノートンの定理